# Torneo Albert Schweitzer 1977
Il Torneo Albert Schweitzer 1977 si è svolto nel 1977 a Mannheim, nell'allora Germania Ovest.

## Classifica finale
| Pos. | Squadra        |
| ---- | -------------- |
|      | Stati Uniti    |
|      | Spagna         |
|      | Turchia        |
| 4.   | Germania Ovest |
| 5.   | Polonia        |
| 6.   | Italia         |
| 7.   | Belgio         |
| 8.   | Jugoslavia     |
| 9.   | Cecoslovacchia |
| 10.  | Svezia         |
| 11.  | Francia        |
| 12.  | Lussemburgo    |